# Jan Vozáry
Jan Vozáry (* 5. června 1963 Vimperk) je český hudebník. Mezi roky 1985 a 1993 hrál na bicí ve skupině Oceán.

## Životopis
Ač se narodil ve Vimperku, celý svůj život tráví v Českých Budějovicích. Je absolventem střední průmyslové školy stavební, na níž vystudoval obor Dopravní stavby. Působil jako projektant v bytovém podniku. Po sametové revoluci se živil coby hudební producent. Je též zakladatelem první internetové kavárny v Českých Budějovicích pojmenované „X-Files“.
Na hudební nástroje hraje od svých čtrnácti let (1977). Hrál v kapele Oceán a po jejím rozpadu (1992) pak v uskupení Fiction. Obě kapely se mu povedlo obnovit. Namísto zemřelého Petra Muka vystupuje ve skupině Oceán zpěvačka Jitka Charvátová. Společně s Milanem Hlavsou, členem skupiny Fiction, vydal v září 1997 album Magická noc. To obsahuje třináct coververzí od skupiny The Plastic People of the Universe. Vozáry se věnuje též výrobě elektronických bicích nástrojů a včelařství.